# Bothriembryon sayi
Bothriembryon sayi är en snäckart som först beskrevs av Ludwig Pfeiffer 1847.  Bothriembryon sayi ingår i släktet Bothriembryon och familjen Bulimulidae. Inga underarter finns listade i Catalogue of Life.